# Active Pass
Die Active Pass ist eine Meerenge des Pazifischen Ozeans im südwestlichen Teil British Columbias in Kanada. Die kurze Wasserstraße wird durch Galiano Island und Mayne Island der 'Outer Gulf Islands-Group' gebildet. Die Meerenge ist zwar nur 5,5 Kilometer lang, dafür an ihren engsten Stelle auch nur rund 500 Meter breit.
Verkehrstechnisch ist sie von erheblicher Bedeutung, da durch sie verschiedene Fährverbindungen, unter anderem eine zwischen dem Festland und Vancouver Island verlaufen.
Problematisch ist die Passage zum einen dadurch, dass sie zweimal sehr abrupt ihren Verlauf ändert und zum anderen dadurch, dass sich hier die Fähren vom Festland und von Vancouver Island kommend regelmäßig passieren müssen. Bedingt durch die Tide wechselt die Strömung mit ihr jeweils ihre Richtung und die Strömung läuft mal mit 3 bis 4 Knoten Richtung Norden und dann mit 3 bis 4 Knoten Richtung Süden.

## Geschichte
Die Active Pass hat ihren Namen nach dem US-amerikanischen Kriegsschiff USS Active, dem ersten dampfgetrieben Schiff, das die im Jahr 1855 Passage befahren hat. Bis zum Jahr 1858 war die Engstelle noch unter dem Namen Plumper Pass, nach dem britischen Schiff HMS Plumper benannt.

## Tierwelt
Neben der Möglichkeit im Active Pass Seehunde, Seelöwen und Weißkopfseeadler zu sichten, ist das Gebiet für Vögel sehr wichtig. Hier brüten oder überwintern zum Beispiel der Pazifiktaucher, die Bonapartemöwe oder aus der Familie der Kormorane die Pinselscharbe.

## Unfälle
Bedingt durch die Enge der Passage und ihren abrupten Verlauf ist es in der Meerenge mehrfach zu Schiffsunglücken gekommen. Die wichtigsten Unglücke sind:
- 2. August 1970; bei einem Zusammenstoss zwischen dem russischen Frachter Sergey Yesenin und der Fähre Queen of Victoria der BC Ferries wurden drei Personen getötet und es entstand ein Sachschaden in Höhe von 1 Mio. C$.[4]
- 9. August 1979; die Fähre Queen of Alberni der BC Ferries lief in der Active Pass auf Grund. Neben erheblichem Sachschaden und einem getöteten Rennpferd kamen dabei zum Glück keine Menschen zu Tode.[4]